# Dinanyiris Furcal
Dinanyiris Furcal (24 de mayo de 1980) es una deportista dominicana que compitió en taekwondo. Ganó una medalla en los Juegos Panamericanos de 2003, y dos medallas en el Campeonato Panamericano de Taekwondo en los años 2002 y 2008.

## Palmarés internacional
| Juegos Panamericanos    | Juegos Panamericanos            | Juegos Panamericanos | Juegos Panamericanos |
| Año                     | Lugar                           | Medalla              | Categoría            |
| ----------------------- | ------------------------------- | -------------------- | -------------------- |
| 2003                    | Santo Domingo (Rep. Dominicana) | Medalla de plata     | –57 kg               |
| Campeonato Panamericano |                                 |                      |                      |
| Año                     | Lugar                           | Medalla              | Categoría            |
| 2002                    | Quito (Ecuador)                 | Medalla de bronce    | –55 kg               |
| 2008                    | Caguas (Puerto Rico)            | Medalla de plata     | –59 kg               |